# کول‌تپه مرادلو
کول‌تپه مرادلو مربوط به عصر آهن - سده‌های اولیه دوران‌های تاریخی پس از اسلام است و در شهرستان هوراند، دهستان دیکله، روستای مرادلو واقع شده و این اثر در تاریخ ۱۵ دی ۱۳۸۷ با شمارهٔ ثبت ۲۳۹۴۸ به‌عنوان یکی از آثار ملی ایران به ثبت رسیده است.